# La Faiada de Malpàs
La Fallada de Malpás (en catalán La Faiada de Malpàs) es una montaña de 1699 metros que se encuentra entre los municipios del Pont de Suert, en la Alta Ribagorza, y el de Tremp, en el Pallars Jussá.
De hecho, eso es únicamente desde el punto de vista administrativo, ya que esta montaña es plenamente ribagorzana. Antes de 1969 formaba parte del término municipal de Espluga de Serra, municipio perteneciente a la Alta Ribagorza, que fue agregado este año a Tremp a causa de su gran despoblamiento. Dentro del término de Espluga de Serra. Además, era en un enclave separado del resto del término, denominado Enrens y Trepadús (que entre 1812 y 1847 llegó a tener ayuntamiento propio).
La Faiada era, precisamente, el límite norte del enclave de Enrens y Trepadús. Enrens y Trepadús eran, de hecho, dos masías que mientras estuvieron habitadas se relacionaron civil y religiosamente con Viu de Llevata, pero el azar de la historia (o los intereses que jugaron en su momento) llevaron a Enrens y Trepadús y, por tanto, la mitad sur de la Faiada, a formar parte de Tremp, aunque lo más natural, geográficamente hablando, es que se hubiese integrado en el Pont de Suert.
En la cima se puede encontrar un vértice geodésico (referencia 256079001).
En toda la vertiente norte de la montaña, íntegramente dentro del término del Pont de Suert, se extiende el Espacio Natural de la Fallada de Malpás.